# When I Die
"When I Die" is een nummer van The Real Milli Vanilli uit 1991, met name bekend door de coverversie van No Mercy uit 1996.
The Real Milli Vanilli nam het nummer op voor hun album The Moment of Truth. Dit album was in eerste instantie bedoeld om Milli Vanilli's opvolger van All or Nothing te worden. Nadat het schandaal rond deze band - ze zongen hun materiaal niet zelf - aan het licht kwam, werd het nummer aan The Real Milli Vanilli, bestaande uit de originele zangers van de Milli Vanilli-nummers gegund. Het nummer is mede geschreven en geproduceerd door Frank Farian, die ook Milli Vanilli onder zijn hoede had. Het nummer is niet op single uitgebracht.

## Versie van No Mercy
In 1996 nam de Duitse eurodancegroep No Mercy een cover op van het nummer. Het werd uitgebracht als derde single van hun debuutalbum No Mercy (dat in de VS onder de naam My Promise werd uitgebracht).Deze versie bereikte de nummer één positie in Oostenrijk en Nederland, nummer twee in Australië, nummer drie in Zwitserland en nummer vijf in Duitsland en Spanje. In het Top 40-jaaroverzicht van 1997 staat de single op de tweede plek, achter I'll Be Missing You van Puff Daddy feat. Faith Evans.

### NPO Radio 2 Top 2000
When I Die stond alleen in 1999 in de NPO Radio 2 Top 2000, op plek 961.